# Peter Himmelstrand
Peter Viktor Himmelstrand, född 4 juni 1936 i Eskilstuna, död 8 mars 1999  i Huddinge församling, var en svensk låtskrivare och journalist på Expressen.

## Biografi
Peter Himmelstrand växte upp i Bromma, där han under skoltiden spelade piano i ett skolband. Han avlade studentexamen vid Bromma läroverk 1954, och började sedan direkt att arbeta som journalist på Aftontidningen i Stockholm.  År 1955 anställdes han vid Expressen, där han sedan var verksam, under större delen av tiden som nöjesjournalist, och under åren 1960–1973 som krönikör.
Han var en flitig låtskrivare, och skrev både text och musik till landets största schlagersångare under 1960- och 1970-talen. Han skrev över 3 000 meloditexter och mer än 400 melodier, och verkade även som arrangör och skivproducent. Han skrev mest schlager- och svensktoppsmusik, men som  musikrecensent var han mera inriktad på sin tids popmusik. 
Himmelstrand skrev Håll dig till höger, Svensson till högertrafikomläggningen 1967 samt den svenska texten till En man i byrån (If You Can Put That in a Bottle) som sjöngs av Lill Lindfors. 
1969 kom han tillsammans med sin fru sångerskan Kerstin Aulén på Svensktoppen med Det sa prästen ingenting om.

### Melodifestivalen
Han tävlade ofta med bidrag i Melodifestivalen under 1960- och 70-talen, och vann tävlingen två gånger; 1968 med Det börjar verka kärlek banne mig, framförd av Claes-Göran Hederström, och 1978 med Det blir alltid värre framåt natten, sjungen av Björn Skifs. 
Han skickade även in ett eget bidrag till Melodifestivalen 1991 men kom inte med bland de tio som valdes ut att tävla. ”Sur blev jag sannerligen inte, jag förstod det.” Sade han när han bjöds upp på scenen under finalkvällen. Himmelstrand sjöng sin låt tillsammans med Claes-Göran Hederström som mellanakt.

### Sjukdom och rökning
Himmelstrand var storrökare och insjuknade under 1990-talet i lungemfysem, vilket begränsade hans liv och rörelseförmåga. Det hindrade honom dock inte från att turnera i skolor och gå ut i medier och varna för rökningens skadeverkningar. Han medverkade bland annat 1994 i ett temanummer i Expressen om sitt eget liv som han påtalade att det "gick upp i rök". Reportaget återpublicerades 1999 i samband med hans bortgång.

### Familj
Peter Himmelstrand var son till journalisten Folke Himmelstrand och hans hustru Astrid, född Elwing. Han var gift två gånger och hade två barn, Kajsa (1958–1989) och Mats (född 1960) i första äktenskapet. Åren 1966–1973 var han gift med sångerskan Kerstin Aulén.
Han avled i sviterna av lungemfysem och är gravsatt i minneslunden på Galärvarvskyrkogården i Stockholm.

## Utmärkelser
- SKAP-stipendiat 1970 [9]

## Låtar (urval)
- 1959 - Jazzbacillen - Siw Malmkvist, svensk text till The Preacher, under pseudonymen E Nordström
- 1964 - Jag måste ge mig av - Towa Carson, svensk text till Gotta Travel On
- 1967 - Alla har glömt - Towa Carson (Melodifestivalen)
- 1967 - En liten snobb - The Telstars, svensk text till Dedicated Follower of Fashion
- 1967 - Håll dig till höger, Svensson - The Telstars
- 1968 - Det börjar verka kärlek, banne mej - Claes-Göran Hederström (Melodifestivalen)
- 1968 - Du vet var jag finns - Towa Carson (Melodifestivalen)
- 1968 - Min egen väg, svensk text till My Way
- 1968 - Gå och göm dig, Åke Tråk - Mona Wessman (Melodifestivalen)
- 1969 - Det sa prästen ingenting om - Peter Himmelstrand och Kerstin Aulén
- 1971 - Min egen stad - Anni-Frid Lyngstad (tillsammans med Benny Andersson)
- 1971 - Heja mamma - Family Four (Melodifestivalen)
- 1971 - Tjänare kärlek - Family Four (Melodifestivalen)
- 1972 - Sån e du, sån e jag - Östen Warnerbring (Melodifestivalen)
- 1972 - Din egen melodi - Sylvia Vrethammar (Melodifestivalen)
- 1972 - Kär och sisådär - Kisa Magnusson (Melodifestivalen)
- 1973 - Helledudane, en sån karl - Kerstin Aulén och Mona Wessman (Melodifestivalen)
- 1976 - Det sa bara klick
- 1976 - Silvia
- 1978 - Det blir alltid värre framåt natten - Björn Skifs (Melodifestivalen)
- 1983 - Nu börjar mitt liv - Karina Rydberg (Melodifestivalen)

## Övrigt
John Ajvide Lindqvists roman Himmelstrand (2014) har tagit sin titel från just Peter Himmelstrands efternamn.